# Лянино (Новосибирская область)
Ля́нино — село в Здвинском районе Новосибирской области России. Административный центр Лянинского сельсовета.

## География
Площадь села — 141 гектар.

## История
Основано в 1813 году. В 1928 года село состояло из 302 хозяйств, основное население — русские. В административном отношении являлось центром Лянинского сельсовета Баклушевского района Барабинского округа Сибирского края.

## Население
| 1926 | 2002 | 2007 | 2010 |
| ---- | ---- | ---- | ---- |
| 1443 | ↘854 | ↘828 | ↘767 |